# علی حسن الامیر
علی حسن الامیر (انگلیسی: Ali Al-Ameer؛ زادهٔ ۲۱ فوریهٔ ۱۹۸۷) بازیکن فوتبال اهل امارات متحده عربی است.